# 101 aC
El 101 aC va ser un any del calendari romà prejulià. Durant la República i l'Imperi Romà es coneixia com l'Any del Consolat de Mari i Aquili o també any 653 Ab urbe condita o de la fundació de la ciutat). L'ús del nom «101 aC» per referir-se a aquest any es remunta a l'alta edat mitjana, quan el sistema Anno Domini va ser el mètode de numeració dels anys més comú a Europa.

## Esdeveniments

### Líbia
- Ptolemeu Apió és mencionat per primera vegada com a rei de Cirene, encara que el títol el podia haver obtingut una mica abans, quan el seu germà Ptolemeu IX Làtir, es va presentar a Xipre i es va nomenar rei de l'illa (105 aC).[2]

### República Romana
- Mani Aquil·li el Jove i Gai Mari són elegits cònsols.[3]
- Quint Lutaci Càtul, cònsol l'any anterior (102 aC) que havia estat vençut pels cimbres, rep l'ajuda de Gai Mari acompanyat dels legionaris vencedors en la batalla d'Aigües Sèxties, i els dos exèrcits reunits creuen el Po i van cap al quarter general dels cimbres, situat prop de Vercelli i el 30 de juliol lliuren la batalla dels Camps Raudis i aconsegueixen una gran victòria.[4]
- Arriba el final de la Guerra címbria amb la victòria romana i la quasi aniquilació de les tribus dels cimbres i els teutons.[5]

### Sicília
- Mani Aquil·li dirigeix la guerra contra els esclaus de Sicília revoltats per segona vegada sota la direcció d'Atenió, i als que derrota i sotmet.[6]

## Necrològiques
- Cleòpatra III és assassinada per Ptolemeu X Alexandre I.[7]
- Beòrix, cap dels cimbres, en la batalla dels Camps Raudis.[8]
- Publici Mal·leol, lligat dins d'un sac i tirat al mar per haver matat a la seva mare.[9]